# Edano de Lindisfarne
Edano ou Adão de Lisdisfarne (em latim: Aedanus), conhecido como o Apóstolo da Nortúmbria (Connacht, ? – Bamburgo, Nortúmbria, 31 de agosto de 651), foi o fundador e primeiro bispo do mosteiro na ilha de Lindisfarne, na Inglaterra. Como missionário cristão, é creditado a ele a restauração da cristianismo naquela região. Em 2008, ele foi proposto como o provável santo padroeiro do Reino Unido.

## Vida
Irlandês, possivelmente nascido em Connacht, Edano foi um monge no mosteiro da ilha de Iona, na Escócia.
O Império Romano havia espalhado o cristianismo no território bretão, mas devido à invasão anglo-saxã das ilhas Britânicas, o paganismo anglo-saxão agora era a religião dominante. Osvaldo da Nortúmbria e seus irmãos, viveram entre os gaélicos de Dál Riata como príncipes exilados desde suas expulsões por uma casa real rival em 616. Provavelmente Osvaldo visitou o mosteiro da ilha de Iona, e certamente converteu-se ao cristianismo, e foi batizado. Em 634, recuperou o reino da Nortúmbria, e estava determinado a trazer o cristianismo para a maioria daquela população pagã.
Devido ao seu passado entre os gaélicos, ele solicitou missionários de Iona, o mosteiro pré-eminente dos irlandeses, onde atualmente fica a Escócia, em vez dos missionários da Inglaterra. Inicialmente o mosteiro enviou um bispo novo chamado Cormano, mas ele não obteve sucesso algum e logo retornou a Iona, relatando que os nortúmbrios eram por demais teimosos para serem convertidos. Edano criticou os métodos de Cormano e foi enviado como substituto em 635.
Edano escolheu Lindisfarne, assim como Iona, uma ilha, e próxima à fortaleza real de Bamburgo (Bamburgh), para ser a sede de sua diocese. O rei Osvaldo, que após seus anos de exílio, tinha um domínio perfeito do irlandês, muitas vezes tinha que servir de tradutor para Edano e seus monges, que no começo não falavam inglês. Quando Osvaldo morreu em 642, Edano continuou a receber apoio do rei Osvino de Deira e os dois tornaram-se amigos íntimos.
Um inspirado missionário, Edano percorreu a pé uma aldeia após outra, educadamente conversando com as pessoas que ele encontrava, e aos poucos, despertando-lhes o interesse pelo cristianismo. Segundo a lenda, o rei deu a Edano um cavalo para que ele não precisasse mais andar durante sua missão evangelizadora, mas Edano deu o cavalo para um mendigo. Com paciência, conversando com as pessoas em seu próprio nível, Edano e seus monges lentamente trouxeram o cristianismo para as comunidades nortúmbrias. Edano também acolheu doze meninos ingleses para treiná-los no mosteiro, a fim de assegurar que a futura liderança religiosa da região fosse inglesa.
Em 651, um exército pagão comandado por Penda atacou Bamburgo e tentou incendiar suas muralhas. Segundo a lenda, Edano rezou pedindo a proteção divina para a cidade, após o que, a direção do vento mudou e a fumaça e o fogo sopraram na direção do inimigo, repelindo-os. Daí ele ser considero o protetor daqueles que combatem incêndios.
Edano foi um membro do ramo irlandês do cristianismo, em oposição ao que poderíamos chamar de ramo romano, ou latino, mas seu caráter e sua energia no trabalho missionário granjeou a seu favor o respeito do Papa Honório I e de Félix da Borgonha.
Osvino de Deira, amigo de Edano, foi assassinado em 651. Doze dias depois Edano morreu, em 31 de agosto, no décimo sétimo ano de seu episcopado. Adoeceu quando estava no castelo de Bamburgo, e morreu encostado ao contraforte de uma igreja em uma propriedade real perto de Bamburgo.
O mosteiro que fundou cresceu e ajudou a fundar igrejas e outros mosteiros em toda a região. Tornou-se também um típico centro de saber e guardião do conhecimento da época. São Beda, o Venerável viria a escrever mais tarde a biografia de Edano e descrever os milagres atribuídos a ele. Sua festa é comemorada no dia 31 de agosto (Igreja Católica, Comunhão Anglicana), e em 9 de junho (Igreja Luterana).